# کمدی اخوان
گروه کُمِدی اَخَوان را محمود ظهیرالدینی در سال ۱۳۰۳ به منظور اجرای نمایش‌های کمدی با اجرای نمایش‌های اقتباسی از مولیر تأسیس کرد.
ظهیرالدینی خود از اعضای فعال «کمدی ایران» بود و در ایفای نقش‌های کمدی و اجرای نمایش‌های انتقادی استعداد و تجربه داشت. همکاران او حسن سیاسی، احمد منزوی، نعمت مصیری، لرتا و ابوالقاسم لاچینی بودند. «کمدی اخوان» پس از فوت ظهیرالدینی منحل شد. ابتدا «کمدی اخوان» مرکز و محل مشخصی نداشت و تمرین‌ها اغلب در منزل اعضا انجام می‌شد. عمر «کمدی اخوان» خیلی کوتاه بود جز مدت کمی نپایید زیرا محمود ظهیرالدینی مسلول شد.